# Cinnamon (Band)
Cinnamon war eine schwedische Indie-Pop-Band aus Stockholm.

## Geschichte
Cinnamon wurde 1994 von Songwriter Jiri Novak und Frida Diesen gegründet. Dem Duo schlossen sich bald Samuel Laxberg und Christian Ekwall an, später kam noch Per Linden hinzu. 1995 unterschrieben sie bei Soap Records und gaben ihr Debüt mit der EP Vox. Im selben Jahr folgte das Debütalbum Summer Meditation. Das folgende Album The Courier von 1997 wurde begleitet von einer Tournee durch Europa und den USA. Die EP Many Moods erschien im Juni 1999, gefolgt im Oktober vom Longplayer Vertigo, der auch von Apricot Records aufgelegt worden ist. Das Album wurde abgemischt vom bekannten Produzenten Bertrand Burgalat und war ein großer Erfolg. Im Jahr 2000 ging die Band wieder auf Tour und brachte bei Labrador Records eine EP mit zwei Auskopplungen aus Vertigo und drei neuen Liedern heraus. Seitdem gab es keine weiteren Veröffentlichungen der Gruppe.

## Diskografie

### Alben
- 1995: Summer Meditation (Soap Records)
- 1997: The Courier (Soap Records)
- 1999: Vertigo (Soap Records/Apricot Records)

### EPs
- 1995: Vox (Soap Records)
- 1999: The Many Moods of Cinnamon (Soap Records)
- 1999: Against the World / Maybe in the Next Life (Labrador)

### Singles
- 1996: Hopeless Case  (Soap Records)
- 1999: In the Next Life (Soap Records)